# Santa Cruz Olintzi
Santa Cruz Olintzi är en ort i Mexiko.   Den ligger i kommunen Tezonapa och delstaten Veracruz, i den sydöstra delen av landet, 250 km öster om huvudstaden Mexico City. Santa Cruz Olintzi ligger 1 004 meter över havet och antalet invånare är 239.
Terrängen runt Santa Cruz Olintzi är kuperad åt nordost, men åt sydväst är den bergig. Runt Santa Cruz Olintzi är det ganska tätbefolkat, med 222 invånare per kvadratkilometer. Närmaste större samhälle är Córdoba, 18,4 km norr om Santa Cruz Olintzi. I omgivningarna runt Santa Cruz Olintzi växer i huvudsak städsegrön lövskog.